# Álvaro Obregón (Durango)
Álvaro Obregón es una localidad del estado mexicano de Durango. Es parte del municipio de Lerdo.

## Toponimia
El nombre de la localidad rinde homenaje a Álvaro Obregón, presidente de México de 1920 a 1924.

## Demografía
| Gráfica de evolución demográfica |
|                                  |

| Censo | Población |
| ----- | --------- |
| 1930  | 319       |
| 1940  | 219       |
| 1950  | 632       |
| 1960  | 1 040     |
| 1970  | 1 369     |
| 1980  | 1 865     |
| 1990  | 1 955     |
| 2000  | 1 507     |
| 2010  | 1 359     |
| 2020  | 1 536     |